# Nacht van de struisvogel
Nacht van de struisvogel is een stripverhaal gebaseerd op Mosselen om half twee, de podcast van de Vlaamse stand-upcomedian Xander De Rycke. De strip werd officieel voorgesteld op 18 juni 2016 in Stripwinkel Hermelijn te Aalst in aanwezigheid van de Aalsterse burgervader Christoph D'Haese.

## Personages
- Xander De Rycke
- William Boeva
- Seppe Toremans
- Gilles Van Schuylenbergh
- Dimitri De Brucker
- Christophe Geens
- Cameo's: Alex Agnew, Lieven Scheire, Fokke van der Meulen, Lukas Lelie ...

## Verhaal
Xander is over zijn toeren. De aandacht voor zijn podcast verzwakt. Om terug meer leven in de podcast te brengen, besluit hij samen met zijn vijf podcastvrienden om het verhaal te vertellen van toen ze de wereld hebben gered van de creatieve ondergang. 
William en Seppe zijn na een optreden in Dendermonde verdwenen. Wanneer de rest van de Mosselen-crew naar hen op zoek gaat, ontdekken ze dat een bende monsters van Dendermonde hun broedplaats hebben gemaakt, en alle creativiteit er hebben opgezogen, waarna de monsters hun ogen laten vallen op Aalst. De crew van Mosselen om half twee besluit om het gevecht met de monsters aan te gaan en zo de wereld van de creatieve ondergang te redden.

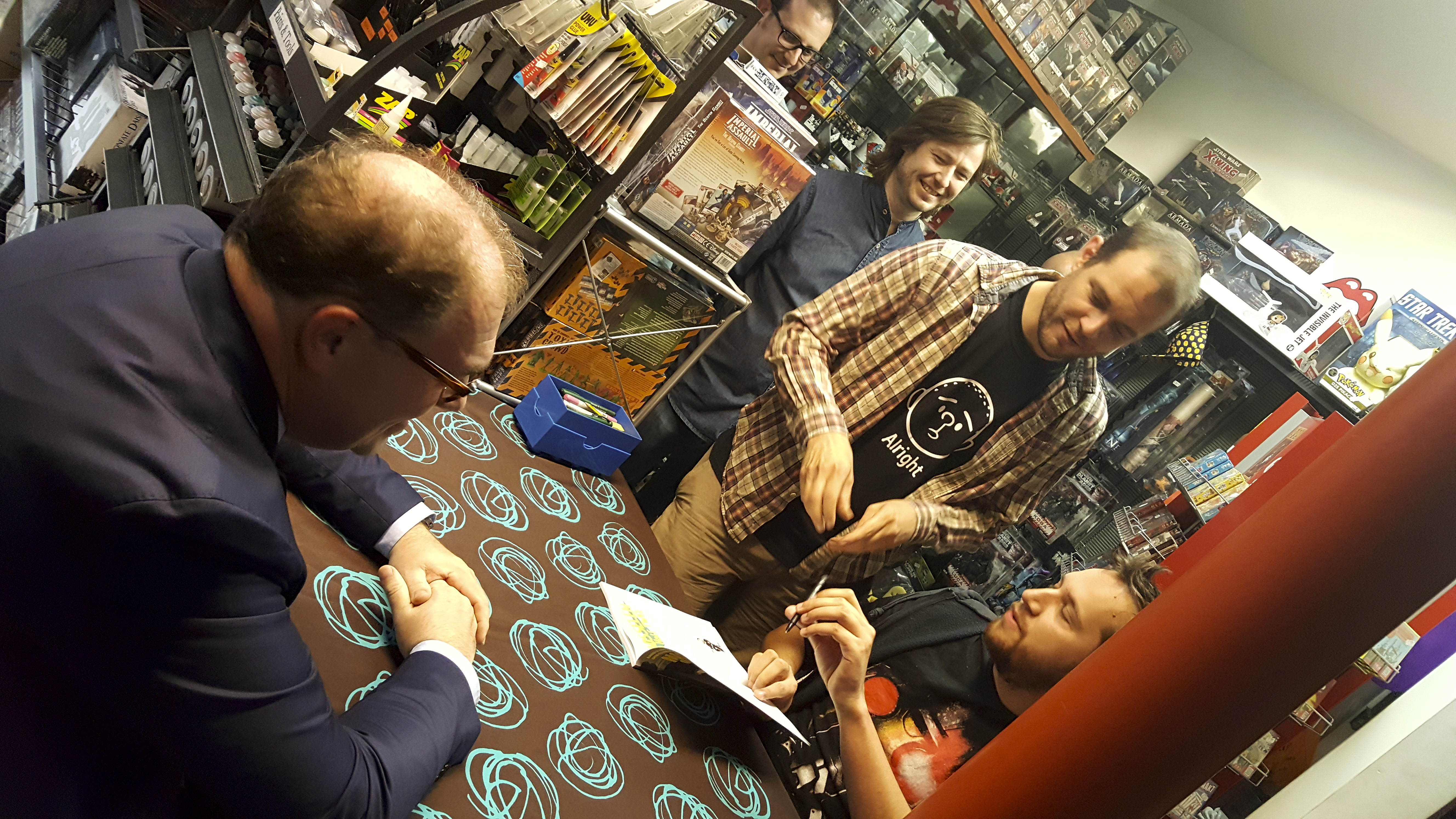
Christoph D'Haese, burgemeester van Aalst, krijgt als eerste een gehandtekende versie van het Mosselen om half twee-stripboek 'Nacht van de struisvogel' in Stripwinkel Hermelijn te Aalst.

## Achtergronden bij het verhaal
- In het verhaal wordt talloze malen gerefereerd naar de verschillende afleveringen van de podcast Mosselen om half twee op zowel tekstueel gebied, als in de plaatjes.
- Het verhaal zit boordevol referenties naar populaire films en franchises (waaronder Jurassic World, Star Wars ...).
- In het verhaal wordt de draak gestoken met de vete tussen Aalst en Dendermonde.